# Lukáš Pavlíček
Lukáš Pavlíček (1992) è un ex sciatore alpino ceco.

## Biografia
Attivo in gare FIS dal gennaio del 2008, Pavlíček non ha esordito in Coppa Europa o in Coppa del Mondo né preso parte a rassegne olimpiche o iridate; si è ritirato durante la stagione 2015-2016 e la sua ultima gara è stata uno slalom speciale citizen disputato l'11 febbraio a Lenggries, non completato da Pavlíček.

## Palmarès

### Campionati cechi
- 1 medaglia:
  - 1 bronzo (supergigante nel 2013)